# Lekker Dansen
Lekker Dansen is een televisieprogramma van Maxim Hartman.
Het Villa Achterwerk-programma bestaat uit twee liedjes per aflevering, waarbij verschillende beelden van dansende mensen en kinderen verschijnen. Ondanks deze simpele opzet won het programma in 2005 de Cinekid Kinderkast-vakjuryprijs.
Het programma was ook genomineerd voor de Prix de la Jeunesse in 2006.
Hartman zette op diverse plaatsen een muziekapparaat neer en vroeg de voorbijgangers op de muziek te dansen. Dat werd gefilmd en leverde een collage van dansers op.